# Cochlostoma septemspirale
Cochlostoma (Cochlostoma) septemspirale is een op het land levende kleine kieuwslak uit de familie van de Diplommatinidae en is de typesoort van het geslacht Cochlostoma Jan, 1830.

## Naam
De soortnaam werd in 1789 ingevoerd door graaf Gregor Kirillovich de Razoumowsky (1759-1837) als Helix septemspirale. Door andere inzichten in de taxonomie is de soort later in het geslacht Cochlostoma geplaatst. De naam septemspirale heeft betrekking op het aantal windingen van de schelp (septemspirale (Latijn) = zeven spiralen of windingen).

## Beschrijving
De schelp is rechtsgewonden, heeft een langgerekt conische vorm en heeft 8,5-9,8 zeer convexe regelmatig in grootte toenemende windingen. De windingen worden door een diepe sutuur van elkaar gescheiden. De raaklijn aan alle windingen is bijna recht. 
 De mondopening is rond-ovaal, is iets hoekig aan de bovenzijde en wijkt aan de onderzijde iets terug. De mondrand is verdubbeld en bestaat uit een buitenste en een binnenste rand, gescheiden door een smalle en lichte inzinking. De binnenrand steekt iets minder uit dan de buitenrand en is continu. De buitenrand is scherp, niet volledig continu, iets trompetvormig verwijd en weinig naar buiten omgeslagen. De bovenzijde van de laatste winding loopt bij de sutuur naar de mondopening licht omhoog. De kleine navel is duidelijk zichtbaar, is tamelijk wijd maar voor ongeveer de helft bedekt door de columellaire zijde van de mondrand. De sculptuur van de schelp bestaat uit regelmatige radiale vrij dicht op elkaar staande scherpe ribjes (ca. 6-8 per millimeter). Naar de mondopening toe worden de ribjes minder scherp afgebakend. De ribjes staan iets scheef op de lengteas van de schelp en zijn zwak gebogen. De schelpen zijn grijzig tot roodbruin van kleur en vertonen een donker vlekkenpatroon dat in drie spiralen gerangschikt is. De binnenste rand van de mondrand is wit. Er is een rond, vliezig, hoornachtig operculum dat uit twee laagjes bestaat en multispiraal is opgebouwd. Het operculum kan diep in de schelp worden teruggetrokken.

### Afmetingen van de schelp
- Breedte: tot 3,8 mm.
- Hoogte: tot 9 mm, soms groter

### Habitat
De soort verkiest een kalkrijke bodem in bossen, op rotsen, puinhellingen en muren. Opklimmend tegen bomen. Zowel op beschutte schaduwrijke als door de zon beschenen plaatsen.

## Levenswijze
De dieren leven van rottende planten en soms worden kalkrotsen afgeschraapt.

## Voortplanting
De dieren zijn van gescheiden geslacht. Eieren worden door het vrouwelijke dier van april-oktober, maar vooral in de maanden mei en juni, gelegd. De eieren worden door het moederdier met kalkkorreltjes besmeerd die daarvoor eerst het darmkanaal gepasseerd hadden.

### Areaal
Zuidwest-Europa en de Alpen (tot ongeveer 2100 meter hoogte). Een twijfelachtige melding uit België. Niet in de levende fauna van Nederland aanwezig.

### Fossiel voorkomen
De soort is uitsluitend als fossiel uit interglacialen bekend echter niet fossiel gevonden in Nederland en België.

## Meer afbeeldingen

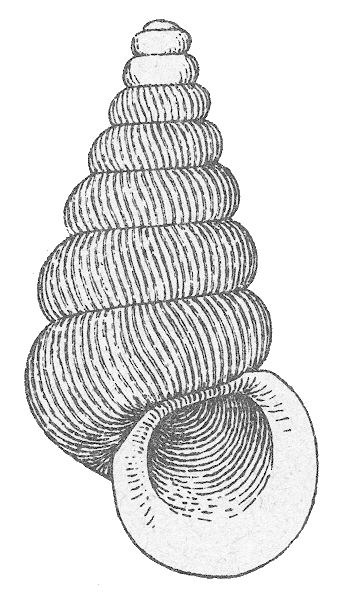
Schelp afgebeeld door Ehrmann (1933)